# Palmeirândia
Palmeirândia är en kommun i Brasilien.   Den ligger i delstaten Maranhão, i den nordöstra delen av landet, 1 500 km norr om huvudstaden Brasília. Antalet invånare är 18 766.
I omgivningarna runt Palmeirândia växer i huvudsak städsegrön lövskog. Runt Palmeirândia är det ganska glesbefolkat, med 35 invånare per kvadratkilometer.